# Radomsko (Landgemeinde)
Die gmina wiejska Radomsko [ra'dɔmskɔ] ist eine selbständige Landgemeinde in Polen im Powiat Radomsko in der Woiwodschaft Łódź. Ihr Sitz befindet sich in der Stadt Radomsko. Die Landgemeinde, zu der die Stadt Radomsko selbst nicht gehört, hat eine Fläche von 85,3 km², auf der (Stand: 31. Dezember 2020) 5546 Menschen leben.

## Geographie
Die Landgemeinde liegt im Westteil der Radomsko-Höhen, 40 km von Częstochowa entfernt. 52 % des Gemeindegebiets werden landwirtschaftlich genutzt, 43 % sind mit Wald bedeckt.

## Geschichte
Früher hieß die Landgemeinde Gmina Radomsk. Von 1975 bis 1998 gehörte die Landgemeinde zur Woiwodschaft Piotrków.

## Gemeindegliederung
Die Landgemeinde Radomsko besteht aus folgenden neun Ortschaften mit Schulzenämtern:
Bobry
Dąbrówka
Dziepółć
Grzebień
Kietlin
Okrajszów
Płoszów
Strzałków
Szczepocice Rządowe
Weitere Ortschaften der Landgemeinde sind:
Amelin
Bajkowizna
Brylisko
Cerkawizna
Gaj
Kietlin (kolonia)
Klekotowe
Kudłata Wieś
Lipie
Szczepocice Prywatne